# HMS Tiger (1546)
HMS Tiger – angielski trójmasztowy galeas zbudowany w 1546 roku, za panowania króla Henryka VIII. Początkowo był statkiem wiosłowo-żaglowym; później wiosła usunięto i pozostawiono jedynie napęd żaglowy.
W 1588 roku "Tiger" brał udział w walkach z Wielką Armadą; ścigał izolowane statki hiszpańskie na Morzu Irlandzkim, dopóki niesprzyjające wiatry nie zmusiły go do zaprzestania akcji. Później wysłano go do Szkocji, gdzie miał za zadanie nakłaniać miejscową ludność do wydawania rozbitków hiszpańskich. Przed wycofaniem ze służby pełnił funkcję pływającej baterii.